# Christian Tetzlaff
Christian Tetzlaff (Hamburg, 29 april 1966) is een Duitse violist .

## Biografie
Tetzlaff's vader was een lutheraanse geestelijke. Zijn ouders waren muzikaal en hadden elkaar ontmoet toen ze in een kerkkoor zongen. Ook zijn broer en twee zusters houden zich bezig met muziek. Zijn oudere broer Stephan Tetzlaff is pianist en muziekdirecteur in het theater van Bremerhaven. Zijn oudere zuster Angela geeft fluitles aan het conservatorium van Lübeck en zijn jongere zuster Tanja speelt cello. Christian begon viool en piano te spelen op zesjarige leeftijd. Hij begon zich pas ernstig op het instrument toe te leggen vanaf z'n veertiende, toen hij zijn concertdebuut maakte met een uitvoering van Beethoven's Vioolconcerto. Vanaf toen kreeg hij les van Uwe-Martin Haiberg, concertmeester van de NDR Elbphilharmonie Orchester, aan de Musikhochschule Lübeck. Op z'n achttiende trok hij naar Amerika en ging hij studeren bij Walter Levin, de voormalige leraar van Haiberg, aan de Universiteit van Cincinnati - College-Conservatory of Music.
Op z'n 22e, toen hij bijna afgestudeerd was, solliciteerde Tetzlaff bij twee dirigenten: Sergiu Celibidache in München en Christoph von Dohnányi in Cleveland, met uitvoeringen van Tsjaikovski's Vioolconcerto. Toen ze echter vernamen dat hij ook Arnold Schönberg's moeilijkere Vioolconcerto machtig was, werd hij in 1988 geëngageerd om dat stuk uit te voeren tijdens concerten met het Cleveland Orchestra en het Münchner Philharmoniker. Dit was ongehoord voor een violist van zijn leeftijd. Critici loofden zijn uitvoeringen. Tetzlaff wordt nog geregeld gevraagd om het werk van Schönberg uit te voeren.
In 1989 maakte hij zijn solorecitaldebuut in New York. Hij speelde als solist met orkesten zoals Tonhalle Orchestre Zürich, Berliner Philharmoniker, Koninklijk Concertgebouworkest, Wiener Philharmoniker, London Philharmonic Orchestra, Chamber Orchestra of Europe, Wiener Philharmoniker, Philadelphia Orchestra, Los Angeles Philharmonic, National Symphony Orchestra Washington, St. Louis Symphony Orchestra, Chicago Symphony, San Francisco Symphony Orchestra, Cleveland Orchestra en met dirigenten als David Zinman, Vladimir Jurowski, Riccardo Chailly, Manfred Honeck, Andris Nelsons, David Robertson, Esa-Pekka Salonen, Michael Tilson Thomas, Franz Welser-Möst, Christoph Eschenbach en Daniel Harding. Sinds 1992 is hij lid van de Free Academy of the Arts Hamburg. Hij speelde op festivals zoals Salzburger Festspiele, het Rheingau Music Festival, de Schubertiade, het Beethovenfest Bonn en in het Berlijnse Konzerthaus.
In 1994 richtte hij het kamerensemble Tetzlaff Quartet op, waarin hij samenspeelt met z'n zus Tanja, Hanna Weinmeister en Elisabeth Kufferath. Met dit kwartet stond hij in 2007 in deSingel in Antwerpen en in 2013 in Bozar in Brussel. In 2012 speelde hij met zijn zus Tanja en pianist Leif Ove Andsnes een bekroonde uitvoering van Schumanns pianotrio's. Andere veelgeprezen opnames zijn onder meer zijn release van Bachs Sonates en partita's voor onbegeleide viool uit 2007 en zijn release van drie vioolsonates van Mozart, met pianist Lars Vogt in 2012. In 2016 brachten broer en zus Tetzlaff samen met Lars Vogt werk van Antonín Dvořák en Brahms. Zijn opname van Schumanns vioolsonates met Vogt werd uitgeroepen tot opname van de maand door Gramophone magazine. Zijn opnames van Sjostakovitsj 'Vioolconcerten' werden door The Guardian "technisch perfect" genoemd.
Zijn discografie omvat ook moderne werken, zoals de vioolconcerten van György Ligeti en Stuart MacRae. In 1999 ontving hij een postkaart van Lygeti, waarin stond dat het voor een "levende componist het mooiste is wat er bestaat om zo goed begrepen te worden door een uitvoerder." In 2011 tekende hij een  platencontract met Ondine records. In datzelfde jaar speelde hij in New York een recital met Antje Weithaas in Zankel Hall, een voorstelling waarmee ze in 2014 ook in Antwerpen passeerden.
In het seizoen 2014/15 was hij artist in residence bij het Berliner Philharmoniker als solist en dirigent en speelde hij Brahms Vioolconcert als solist met dirigent Simon Rattle. Hij was ook artist in residence van de Dresdner Philharmonie in het seizoen 2018/2019 en van het Seoul Philharmonic Orchestra in het jaar 2019.
Tetzlaff bespeelt een viool gemaakt door Peter Greiner en doceert regelmatig aan de Kronberg Academy in Frankfurt.
Tetzlaff lijdt aan pijnlijke neurodermitis in zijn linkerhand. Hij houdt deze aandoening op verschillende manieren onder controle, onder meer door katoenen vingerhoedjes te gebruiken om zijn vingers te bedekken en door zijn bloedcirculatie te verhogen door viool te spelen terwijl hij op een hometrainer fietst, vlak voor de aanvang van concerten.

## Onderscheidingen
- 2000 - Brahms-Preis[17]
- 2005 - Instrumentalist of the Year van Musical America[18][19]
- 2005 - Diapason d'Or, met Deens Radio Symfonieorkest en Thomas Dausgaard[20]
- 2012 - Gramophone Award voor Kamermuziek, voor Schumanns pianotrio's (met Leif Ove Andsnes en Tanja Tetzlaff)[21]
- 2015 - Diapason d'Or met het Tetzlaff Quartet[22]
- 2016 - Grammy Nomination, met Helsinki Philharmonic Orchestra en John Storgårds[23]
- 2017 - Echo Award voor Best Instrumentalist[24]